# Al Hirt
Pour les articles homonymes, voir Hirt.
Alois Maxwell Hirt, plus connu sous le nom d'Al Hirt, était un trompettiste et chef d'orchestre américain né le 7 novembre 1922 à La Nouvelle-Orléans et mort le 27 avril 1999 dans la même ville. Il est connu pour son interprétation du thème de la série Le Frelon vert, un morceau également utilisé dans le film Kill Bill.

## Biographie
Al Hirt était le fils d'un officier de police. À l'âge de six ans, il reçoit sa première trompette. Il joue dans le Junior Police Band avec les enfants d'Alcide Nunez et à 16 ans, Hirt joue en tant que professionnel, souvent avec son ami Pete Fountain. Il est engagé par un hippodrome voisin pour y jouer.
En 1940, Hirt se déplace à Cincinnati dans l'Ohio pour étudier au Cincinnati Conservatory of Music (en) auprès du Dr Frank Simon (un ancien soliste de l'orchestre de John Philip Sousa). Durant la Seconde Guerre mondiale, Hirt joue du clairon dans l'armée américaine, puis il joue aux côtés de plusieurs big bands de swing dont ceux de Tommy Dorsey, Jimmy Dorsey, Benny Goodman, et Ina Ray Hutton. En 1950, il devient le trompettiste principal de l'orchestre d'Horace Heidt (en).
Il retourne ensuite à La Nouvelle-Orléans où il aide et mène plusieurs groupes de Dixieland. Malgré les déclarations de Hirt plusieurs années plus tard, Je ne suis pas un trompettiste de jazz et ne fut jamais un trompettiste de jazz, il enregistra quelques morceaux où il montra sa capacité à jouer ce style durant les années 1950, en particulier avec Monk Hazel (en). Il enregistra également pour le label Southland Records (en).
La dextérité de Hirt et son style attira rapidement l'attention des labels nationaux. Hirt avait 22 albums dans les Billboard Pop charts durant les années 50 et 60. Les albums Honey In The Horn et Cotton Candy étaient tous deux au sommet des charts des meilleures ventes de disque pour l'année 1964. La même année, Hirt réussit à atteindre le sommet du classement grâce au morceau Java.
Hirt fut choisi pour interpréter le thème frénétique du Frelon vert, une série télévisée des années 1960. Le thème fut composé et arrangé par Billy May. Le morceau aura à nouveau du succès en 2003 lors de la sortie du film Kill Bill et sera utilisé dans plusieurs publicités.
Hirt ouvrit un club dans le Vieux carré français de La Nouvelle-Orléans à Bourbon Street en 1962. Il le géra jusqu'en 1983.
Le 8 février 1970, alors qu'il joue à l'occasion de Mardi gras à La Nouvelle-Orléans, Hirt est blessé lorsqu'il se trouve sur un char du défilé. Selon l'opinion générale il fut atteint par un projectile à la bouche, un morceau de brique ou de béton, même si la documentation officielle des détails à ce sujet restent vagues. Il fut opéré à la bouche et a dû pratiquer pendant des mois d'affilée jusqu'à pouvoir faire son retour sur la scène.
En 1987, Hirt joua une version solo de l'Ave Maria pour le pape Jean-Paul II, alors en visite à La Nouvelle-Orléans. Le musicien considéra ce moment comme l'un des plus importants de sa carrière.
Al Hirt est mort à La Nouvelle-Orléans à la suite d'une défaillance de son foie. Il avait passé plusieurs années dans une chaise roulante à cause d'un œdème à la jambe. Malgré son handicap, il avait continué à jouer dans des clubs de la région, assis dans sa chaise sur scène. Il a été enterré au cimetière de Metairie.